# Rick and Morty: The Anime
Rick and Morty: The Anime è una serie animata nippo-statunitense diretta da Takashi Sano.
Basata sulla serie animata Rick and Morty, la serie ha, come voce dei due protagonisti, Yōhei Tadano e Keisuke Chiba, i quali riprendono i loro rispettivi ruoli dal doppiaggio giapponese della serie principale.
La serie, preceduta da cinque cortometraggi trasmessi tra il 2020 e il 2021, ha debuttato il 16 agosto 2024.

## Trama
Ambientata tra la quinta e la sesta stagione della serie principale, Rick and Morty: The Anime ruota attorno alle avventure di versioni alternative dei membri della famiglia Smith: lo scienziato pazzo Rick Sanchez e i suoi nipoti, il quattordicenne Morty e la diciassettenne Summer e i loro genitori Jerry e Beth (la figlia di Rick). Mentre Morty incontra la "guerriera del tempo" Elle, una trama parallela esplora gli ultimi mesi di vita di Jerry Prime.

## Episodi
| Stagione       | Episodi | Prima TV USA | Pubblicazione Italia |
| -------------- | ------- | ------------ | -------------------- |
| Prima stagione | 10      | 2024         | inedita              |

## Personaggi e doppiatori
- Rick Sanchez, voce originale di Yōhei Tadano (ed. giapponese) e Joe Daniels (ed. inglese).
- Morty Smith, voce originale di Keisuke Chiba (ed. giapponese) e Gabriel Regojo (ed. inglese).
- Jerry Smith, voce originale di Manabu Muraji (ed. giapponese) e Joe Daniels (ed. inglese).
- Summer Smith, voce originale di Akiha Matsui (ed. giapponese) e Donna Bella Litton (ed. inglese).
- Beth Sanchez in Smith, voce originale di Jun Irie (ed. giapponese) e Patricia Duran (ed. inglese).
- Elle, voce originale di Hitomi Sasaki (ed. giapponese) e Luci Christian (ed. inglese).
- Frank, voce originale di Toshinari Fukamachi (ed. giapponese).

## Produzione
A maggio 2022 Adult Swim annuncia l'avvio della produzione di una prima stagione, composta da 10 episodi, di Rick and Morty: The Anime, una serie anime prodotta da Telecom Animation Film e basata sui cortometraggi pubblicati tra il 29 marzo 2020 e il 12 novembre 2021. La serie è scritta e diretta da Takashi Sano.

## Distribuzione
La serie viene distribuita su Adult Swim a partire dal 16 agosto 2024, con doppiaggio in lingua inglese, e successivamente su Toonami, in lingua giapponese, dal 18 agosto 2024.

## Accoglienza
Su Rotten Tomatoes la prima stagione ha un indice di gradimento del 50% basato su 6 recensioni, con un punteggio medio di 5,80 su 10.